# Josef Xaver Adam Vratislav z Mitrovic
Josef Xaver Adam Vratislav z Mitrovic (německy Joseph Xaver Adam Wratislaw von Mitrowitz, 3. ledna 1818, Votice – 9. října 1869, Vídeň) byl český šlechtic z hlavní starší linie rodu Vratislavů z Mitrovic. Zastával dědičný úřad císařského nejvyššího kuchmistra.

## Život

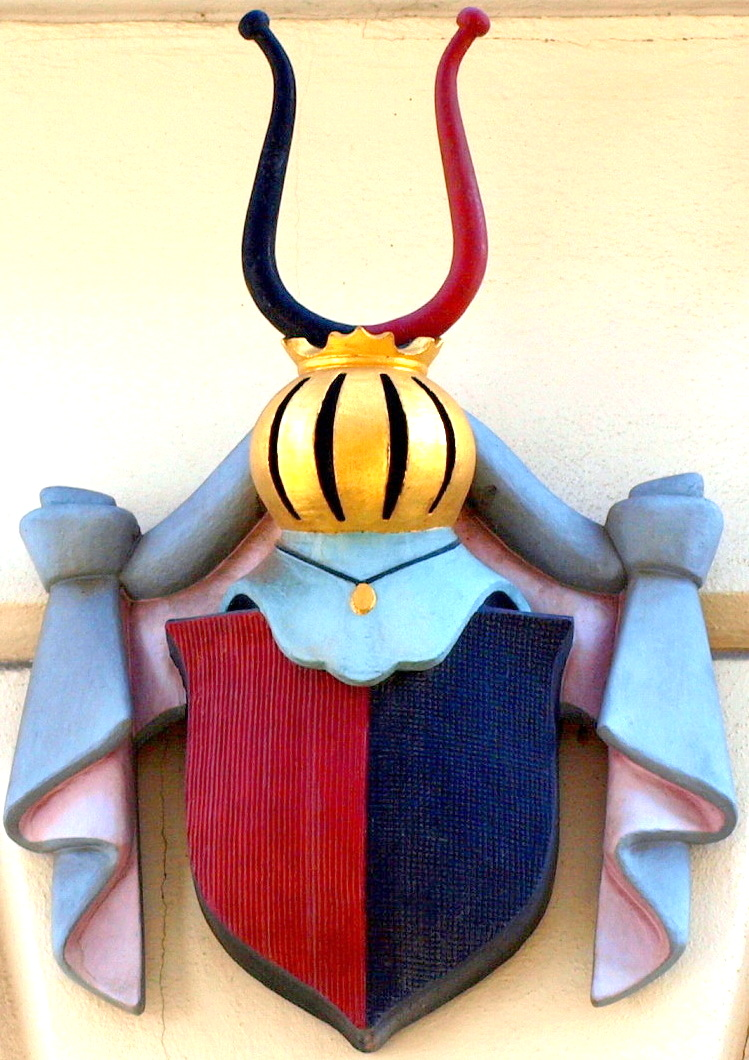
Rodový erb Vratislavů z Mitrovic na pražském rodovém paláci

Narodil se ve Voticích 3. ledna 1818 jako syn Františka Josefa a jeho manželky Antonie, rozené svobodné paní ze Sterndahlu. Měl sestru Ludmilu Marii (1808-1869), provdanou za Zikmunda Berchtolda z Uherčic (1799-1869).
V mládí získal vynikající vzdělání a vstoupil do státních služeb u císařského dvora. Zpočátku zastával post nejvyššího kuchmistra císaře Františka Josefa I. Tuto čestnou funkci rod Vratislavů vykonávala pro České království od 17. prosince 1711.
Hrabě byl velmi oblíbený ve všech společenských kruzích pro svou lidskou, přívětivou povahu a byl znám jako milovník a podoprovatel umění. Byl kurátorem rakouského zemského muzea. Získal krom toho čestné občanství královského města Tábora a obce Olbramovice.
Když v nechvalně známé éře zakladatelů moc peněz ovládla některé členy vysoké aristokracie, kteří se pouštěli do riskantních spekulace překryla jmény a objevila se spousta tzv. „bankovních hrabat“, také hrabě Josef Xaver se nechal zlákat a ačkoli nevěděl nic o penězích a financích, byl zvolen předsedou představenstva Wiener Bank. V této pozici však podlehl svodům spekulací a stal se jejich obětí.
Hrabě Josef Xaver Adam Vratislav z Mitrovic zemřel vlastní rukou 9. října 1869 ve Vídni. Nebyl ženatý.